# Rosas y espinas
Rosas y espinas es una serie de televisión producida en México y Venezuela por las cadenas TV Azteca y Televen.
En cada episodio de la serie participan aproximadamente 8 actores, entre los que se destacan primeras figuras que serían los protagonistas y antagonistas de cada historia. Para cada episodio o capítulos de la serie siempre hay elencos diferentes y desde su estreno han pasado más de 600 actores por el programa. Igualmente involucra a un equipo de trabajo conformado por veinte técnicos y es conducido por Annarella Bono, figura principal de Televen.

## Formato de la serie
Tiene un formato de una hora consta de historias que tienen un planteamiento, desarrollo y final dentro del mismo programa (es decir, es una serie unitaria), lo cual le permite al espectador disfrutar una historia completamente diferente cada día.
Las historias que a ti te interesan, las de lucha y esperanza, aquellas que causan un impacto positivo en tus valores, las pruebas que el destino coloca día a día en el camino de las personas, esas que pueden ocurrirte a ti o cualquiera de tus seres queridos serán abordadas por nuestra aguerrida conductora Anarella Bono, quien con su optimismo y energía positiva nos guiará episodio a episodio con mensajes reflexivos, cargados de mucha esperanza y lucha, que te enseñarán a ti y a tu familia que siempre se puede batallar contra las adversidades que se presentan en la vida.
Problemas de la autoestima, adopción, maternidad, dificultades en el lugar de trabajo, menopausia, infidelidad, depresión, condiciones terminales, confianza en sí mismo, el valor de cada persona, los sentimientos, la lucha por conquistar el verdadero amor, entre otros temas, serán representados con devastadoras dramatizaciones que, en el fondo, dejarán un mensaje de reflexión para cada uno de los que han pasado por historias similares.

## Realizadores
- Televen
- TV Azteca